# Alex longipecten
Alex longipecten är en fjärilsart som beskrevs av W. Warren 1905. Alex longipecten ingår i släktet Alex och familjen mätare. Inga underarter finns listade i Catalogue of Life.